# Église Saint-Quentin de Louvain
L'église Saint-Quentin (en néerlandais : Sint-Kwintenskerk) est une église classée de style gothique située à Louvain, dans la province du Brabant flamand en Belgique.

## Localisation
L'église Saint-Quentin se dresse à l'extrémité sud de la rue de Namur (Naamsestraat), une rue importante du centre de Louvain le long de laquelle on trouve de nombreux monuments comme l'hôtel de ville, les halles universitaires, l'église Saint-Michel ou encore la Maison van 't Sestich .

## Classement
L'église Saint-Quentin fait l'objet d'un classement au titre des monuments historiques depuis le 19 avril 1937 et figure à l'inventaire du patrimoine immobilier de la Région flamande sous la référence 42130.

## Architecture
|  |  |  |